# Далькауэ
Далькауэ (исп. Dalcahue) — посёлок в Чили. Административный центр одноимённой коммуны. Население — 4 933 человек (2002).   Посёлок и коммуна входит в состав провинции Чилоэ  и области Лос-Лагос.
Территория коммуны —  1239,4 км². Численность населения — 13 276 жителей (2007). Плотность населения — 10,71 чел./км².

## Расположение
Посёлок расположен на острове Чилоэ в 117 км на юго-запад от административного центра области города Пуэрто-Монт и в 14 км на северо-восток от административного центра провинции города  Кастро.
Коммуна граничит:
- на севере — c коммуной Анкуд
- на северо-востоке — c коммуной Кемчи

- на юго-востоке — c коммуной  Кинчао
- на юге — c коммунами  Кастро , Курако-де-Велес

На западе коммуны расположен Тихий океан.

## Демография
Согласно сведениям, собранным в ходе переписи Национальным институтом статистики,  население коммуны составляет 13 276 человек, из которых 6863 мужчины и 6413 женщин.
Население коммуны составляет 1,67 % от общей численности населения области Лос-Лагос. 46,66 %  относится к сельскому населению и 53,34 % — городское население.